# Ualabi rupestre del mont Claro
El ualabi rupestre del mont Claro (Petrogale sharmani) és una espècie de ualabi rupestre que viu al nord-est de Queensland (Austràlia). És membre d'un grup de set espècies relacionades molt estretament que, entre d'altres, també inclou el ualabi rupestre de Godman (P. godmani) i el ualabi rupestre de Herbert (P. herberti).
El ualabi rupestre del mont Claro és el més petit del grup i també té un dels àmbits de distribució més petits. Es troba completament limitat a les serralades Seaview i Coane, a l'oest d'Ingham.